# Guido Mancini

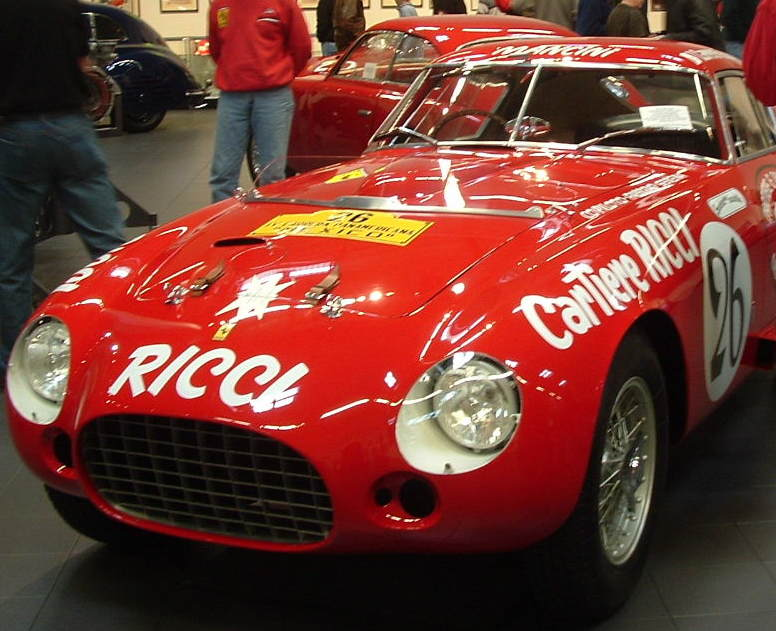
Der von Guido Mancini bei der Carrera Panamericana 1953 gefahrene Ferrari 375MM

Guido Mancini (* 20. September 1924 in Rom; † 30. März 1963 am Monte Serra Alta) war ein italienischer Autorennfahrer und Unternehmer.

## Biografie
Sein Vater, der römische Notar Ludovico Mancini, zog 1937 mit seiner Frau und seinen drei Söhnen nach Rieti. Wie sein jüngerer Bruder Carlo, begeisterte sich auch Guido trotz der Einwände des Vaters für den Rennsport.

### Karriere als Rennfahrer
Als Rennfahrer war er in den späten 1940er- und frühen 1950er-Jahren aktiv. Bekannt war er in Italien als Sportwagenpilot, er bestritt aber auch drei Monopostorennen. 1952 startete er auf einem von der Scuderia Marzotto gemeldeten Ferrari 166 FL beim Eifelrennen auf dem Nürburgring, wo er schon in der Frühphase des Rennens ausfiel. Auch die Einsätze beim Eifelrennen im Jahr darauf und beim Gran Premio di Roma endeten mit Ausfällen.
Erfolgreicher war Mancini im Sportwagensport. Er startete mehrmals bei der Mille Miglia und der Targa Florio. Sein erfolgreichstes Rennjahr war 1953, als er gemeinsam mit Silvio Dal Cin Gesamtzweiter beim 12-Stunden-Rennen von Pescara 1953 wurde. In einem von der Scuderia Guastalla gemeldeten Ferrari 375MM fuhr er bei der Carrera Panamericana an die vierte Stelle der Endwertung.

### Leben nach der Karriere
Er zog sich wie sein Bruder Carlo 1955 vom Rennsport zurück und studierte Rechtswissenschaften. 1958 gehörte er zu den Gründern der Fluggesellschaft Itavia und war Vizepräsident der Gesellschaft. Guido Mancini starb am 30. März 1963 zusammen mit sieben weiteren Personen beim Absturz des Itaviafluges 703 von Pescara nach Rom an den Hängen des Monte Serra Alta in den Monti Ernici nordwestlich von Sora in der Provinz Frosinone.

## Statistik

### Einzelergebnisse in der Sportwagen-Weltmeisterschaft
| Saison | Team               | Rennwagen               | 1   | 2   | 3   | 4   | 5   | 6   | 7   |
| ------ | ------------------ | ----------------------- | --- | --- | --- | --- | --- | --- | --- |
| 1953   | Scuderia Guastalla | Fiat 1100 Ferrari 375MM | SEB | MIM | LEM | SPA | NÜR | RTT | CAP |
| 1953   | Scuderia Guastalla | Fiat 1100 Ferrari 375MM |     | 78  |     |     |     |     | 4   |
| 1954   | Anaconda Nacional  | Alfa Romeo 1900         | BUA | SEB | MIM | LEM | RTT | CAP |     |
| 1954   | Anaconda Nacional  | Alfa Romeo 1900         |     |     | DNF |     |     |     |     |